# Hohen-Sülzen
Hohen-Sülzen es un municipio situado en el distrito de Alzey-Worms, en el estado federado de Renania Palatinado (Alemania). Su población estimada el 31 de diciembre de 2018 era de 731 habitantes.
Se encuentra ubicado al este del estado, a poca distancia al norte de la ciudad de Worms, al sur de Maguncia —la capital del estado— y al oeste del río Rin, que lo separa del estado de Hesse.

## Viticultura
Hohen-Sülzen es conocida por su actividad vinícola, predominantemente orientada a la elaboración de vino blanco. Los orígenes documentados de la viticultura en el lugar se remontan al año 766, aunque hay indicios de que pudiese ser mucho antes, durante la ocupación romana. En 1925 la superficie de viñedos del pueblo era de unas 16 hectáreas. Tradicionalmente, el vino se almacenaba, transportaba y comercializaba en barriles de madera. A partir de la década de 1930 se empezó a embotellar. Los primeros embotelladores fueron las bodegas Nettelbeck y Duft.
En sus viñedos, situados en una llanura de subsuelo calcáreo rico en nutrientes, se produce  uva riesling (40 %), silvaner (40 %), gewürztraminer, blauer portugieser (18 %) y pinot gris (Grauburgunder). La mitad de la producción se vende al extranjero como mosto. 
El municipio pertenece a la subregión de Wonnegau, una de las tres zonas de la región de Rheinhessen, incluida en la lista de «Vinos de calidad producidos en determinadas regiones de Alemania» de denominaciones geográficas protegidas por la UE. Hohen-Sülzen está encuadrada en la subcategoría d) «Municipios o localidades dentro de los municipios» de la región Rheinhessen. 
El pueblo tiene dos viñedos, Kirchenstück y Sonnenberg, que ocupan casi toda su extensión y rodean la zona urbanizada, uno a cada lado. En Kirchenstück hay parcelas con las designaciones de la VPD VPD.GROSSE LAGE (la más alta distinción) y VPD.ERSTE LAGE (en el segundo lugar del escalafón). En Sonnenberg hay parcelas del tipo VPD.ERSTE LAGE.  

### Bodegas[7]
- Battenfeld-Spanier (asociado a la VDP Rheinhessen)
- Blasius
- Müller & Söhme
- Nettelbeck
- Vollmer

## Turismo
El principal atractivo del pueblo es el vino. Hohen-Sülzen se encuentra a muy poca distancia de la famosa ruta del vino, que discurre por las carreteras federales B38 y B271. 
El pueblo ofrece varios alojamientos para pernoctar, tanto en casas particulares como en bodegas familiares. La oferta gastronómica se reduce a una taberna inaugurada en 2010 y convertida en punto de encuentro de la ruta Barbarossa de cicloturismo; 88 km entre Worms y Radweg. En las localidades próximas —Möelsheim, Floersheim-Dalsheim, Worms, etc.— hay numerosos restaurantes donde se ofrece cocina regional y se pueden degustar los vinos de la región.

## Clima
Hohen-Sülzen tiene clima oceánico. En valores medios anuales, hay 127 días secos, una humedad del 79% y un índice UV de 4.
| Parámetros climáticos promedio de | Parámetros climáticos promedio de | Parámetros climáticos promedio de | Parámetros climáticos promedio de | Parámetros climáticos promedio de | Parámetros climáticos promedio de | Parámetros climáticos promedio de | Parámetros climáticos promedio de | Parámetros climáticos promedio de | Parámetros climáticos promedio de | Parámetros climáticos promedio de | Parámetros climáticos promedio de | Parámetros climáticos promedio de | Parámetros climáticos promedio de |
| Mes                               | Ene.                              | Feb.                              | Mar.                              | Abr.                              | May.                              | Jun.                              | Jul.                              | Ago.                              | Sep.                              | Oct.                              | Nov.                              | Dic.                              | Anual                             |
| --------------------------------- | --------------------------------- | --------------------------------- | --------------------------------- | --------------------------------- | --------------------------------- | --------------------------------- | --------------------------------- | --------------------------------- | --------------------------------- | --------------------------------- | --------------------------------- | --------------------------------- | --------------------------------- |
| Temp. máx. media (°C)             | 4                                 | 5                                 | 11                                | 17                                | 20                                | 24                                | 26                                | 26                                | 22                                | 15                                | 10                                | 5                                 | 15.4                              |
| Temp. media (°C)                  | 0                                 | 0                                 | 3                                 | 8                                 | 12                                | 15                                | 18                                | 17                                | 12                                | 7                                 | 4                                 | 1                                 | 10.3                              |
| Temp. mín. media (°C)             | -0.6                              | -0.7                              | 2.0                               | 4.2                               | 8.1                               | 11.0                              | 13.2                              | 12.6                              | 9.8                               | 6.7                               | 3.1                               | 0.4                               | 5.8                               |
| Precipitación total (mm)          | 67                                | 55                                | 51                                | 44                                | 92                                | 80                                | 95                                | 80                                | 60                                | 55                                | 68                                | 89                                | 836                               |
| Horas de sol                      | 3                                 | 5                                 | 7                                 | 7                                 | 10                                | 12                                | 13                                | 9                                 | 8                                 | 7                                 | 5                                 | 3                                 | 89                                |
| Fuente: bestereisezeit.at         |                                   |                                   |                                   |                                   |                                   |                                   |                                   |                                   |                                   |                                   |                                   |                                   |                                   |

## Transporte

### Carreteras
La comarcal L455 comunica al pueblo con otras localidades a través de una red de comarcales y carreteras federales; tomando la entrada a la B47, a un kilómetro del centro. Esta misma B47 conecta con la autobahn A61 (por el acceso 58-Worms) que lleva a Maguncia, Colonia, Bonn y Leverkusen.

### Ferrocarriles
Hay una estación de cercanías RB en las afueras.